# Lagarfljót (rzeka)
Lagarfljót (isl. "spokojna rzeka") – rzeka na Islandii, we wschodniej części wyspy, o długości 140 km. Szósta rzeka Islandii pod względem długości, a ósma pod względem powierzchni dorzecza.
Rzeka bierze swój początek z lodowca Vatnajökull. W górnym biegu nosi nazwę Jökulsá í Fljótsdal (isl. „rzeka lodowcowa w dolinie Fljótsdalur"). W środkowym biegu uchodzi do rozciągającego się w dolinie Fljótsdalur na długości 38 km jeziora Lagarfljót. W jego wodach, podobnie jak w Loch Ness, ma pływać potwór zwany Lagarfljótsormurinn. Na północnym krańcu jeziora znajduje się miasto Egilsstaðir, największy ośrodek miejski Regionu Wschodniego. Po drugiej stronie jeziora położona jest mniejsza miejscowość Fellabær. Oba brzegi łączy mierzący 300 m most . Rzeka płynie dalej na północ i wpada do Oceanu Arktycznego do zatoki Héraðsflói, kilka kilometrów na wschód od ujścia rzeki Jökulsá á Dal. Kilkanaście kilometrów przed ujściem znajduje się wodospad Lagarfoss.